# Liste der Kulturdenkmale in Müglitztal

Wappen der Gemeinde Müglitztal

Die Liste der Kulturdenkmale in Müglitztal enthält die Kulturdenkmale in der Gemeinde Müglitztal in Sachsen. Die Anmerkungen sind zu beachten.
Diese Liste ist eine Teilliste der Liste der Kulturdenkmale im Landkreis Sächsische Schweiz-Osterzgebirge.
Diese Liste ist eine Teilliste der Liste der Kulturdenkmale in Sachsen.

## Legende
- Bild: Bild des Kulturdenkmals, ggf. zusätzlich mit einem Link zu weiteren Fotos des Kulturdenkmals im Medienarchiv Wikimedia Commons. Wenn man auf das Kamerasymbol klickt, können Fotos zu Kulturdenkmalen aus dieser Liste hochgeladen werden:
- Bezeichnung: Denkmalgeschützte Objekte und ggf. Bauwerksname des Kulturdenkmals
- Lage: Straßenname und Hausnummer oder Flurstücknummer des Kulturdenkmals. Die Grundsortierung der Liste erfolgt nach dieser Adresse. Der Link (Karte) führt zu verschiedenen Kartendiensten mit der Position des Kulturdenkmals. Fehlt dieser Link, wurden die Koordinaten noch nicht eingetragen. Sind diese bekannt, können sie über ein Tool mit einer Kartenansicht einfach nachgetragen werden. In dieser Kartenansicht sind Kulturdenkmale ohne Koordinaten mit einem roten bzw. orangen Marker dargestellt und können durch Verschieben auf die richtige Position in der Karte mit Koordinaten versehen werden. Kulturdenkmale ohne Bild sind an einem blauen bzw. roten Marker erkennbar.
- Datierung: Baubeginn, Fertigstellung, Datum der Erstnennung oder grobe zeitliche Einordnung entsprechend des Eintrags in der sächsischen Denkmaldatenbank
- Beschreibung: Kurzcharakteristik des Kulturdenkmals entsprechend des Eintrags in der sächsischen Denkmaldatenbank, ggf. ergänzt durch die dort nur selten veröffentlichten Erfassungstexte oder zusätzliche Informationen
- ID: Vom Landesamt für Denkmalpflege Sachsen vergebene, das Kulturdenkmal eindeutig identifizierende Objekt-Nummer. Der Link führt zum PDF-Denkmaldokument des Landesamtes für Denkmalpflege Sachsen. Bei ehemaligen Kulturdenkmalen können die Objektnummern unbekannt sein und deshalb fehlen bzw. die Links von aus der Datenbank entfernten Objektnummern ins Leere führen. Ein ggf. vorhandenes Icon  führt zu den Angaben des Kulturdenkmals bei Wikidata.

## Burkhardswalde
| Bild                                    | Bezeichnung | Lage                                   | Datierung                                | Beschreibung | ID       |
| --------------------------------------- | --- | -------------------------------------- | ---------------------------------------- | --- | -------- |
| Direkt Bild zu diesem Denkmal hochladen | Sachgesamtheitsbestandteil der Sachgesamtheit Müglitztalbahn, Teilabschnitt Müglitztal, OT Burkhardswalde, mit Einzeldenkmalen sowie Sachgesamtheitsteilen | (Karte)                                | 1936–1937                                | Sachgesamtheitsbestandteil der Sachgesamtheit Müglitztalbahn (ID-Nr. 09302512), Teilabschnitt Müglitztal, OT Burkhardswalde, mit den Einzeldenkmalen: Brücke Müglitztal (Einzeldenkmal ID-Nr. 09302478) und Haltepunkt Burkhardswalde-Maxen (Einzeldenkmal ID-Nr. 09224056) sowie den Sachgesamtheitsteilen: Anschlussstellwerk Metallverarbeitung Maxen, Müglitzbrücke (km 8,572), Brücke Werkgraben, Brücke Werkgraben, Müglitzbrücke, Müglitzbrücke und mit dem Gleiskörper (Sachgesamtheit ID-Nr. 09221668) | 09302477 |
|                                         | Betonträgerbrücke (Einzeldenkmal zu ID-Nr. 09302477) | (Karte)                                | 1937                                     | Einzeldenkmal der Sachgesamtheit Müglitztalbahn: Betonträgerbrücke (Einzeldenkmal zu ID-Nr. 09302477) – eisenbahngeschichtlich und verkehrsgeschichtlich von Bedeutung. Länge / Höhe / Breite 44,8 m / 6,0 m / –; max N / min R 150 m / 333 m. Betonträgerbrücke auf zwei Betonpfeilern, oval und eckig, wobei während des Streckenumbaus die Schmalspurbahn weiterhin neben letzterem durch die rechteckige Öffnung verlief. Deren Form resultiert aus dem dort vorgesehenen, jedoch nicht ausgeführten Radweg. | 09302478 |
| Direkt Bild zu diesem Denkmal hochladen | Sachgesamtheitsbestandteil der Sachgesamtheit Schloss und Schlosspark Weesenstein, im OT Burkhardswalde                                                    | (Karte)                                | um 1730 (Schlossgarten östl. d. Müglitz) | Sachgesamtheitsbestandteil der Sachgesamtheit Schloss und Schlosspark Weesenstein (ID-Nr. 09304376), im OT Burkhardswalde: kleines Segment des landschaftlichen Abschnitts der dreiteiligen Parkanlage Weesenstein (Gartendenkmal), am Hang südöstlich des Schlosses gelegen (Sachgesamtheit ID-Nr. 09304376), mit dem Einzeldenkmal: Bogenbrücke östlich des Park-Haupteingangs über einen Bach von Burkhardswalde (Einzeldenkmal ID-Nr. 09304407) – von baugeschichtlicher und gartenkünstlerischer Bedeutung. | 09304406 |
| Direkt Bild zu diesem Denkmal hochladen | Bogenbrücke über einen Bach von Burkhardswalde östlich des Park-Haupteingangs (Einzeldenkmal zu ID-Nr. 09304406)                                           | (Karte)                                | 19. Jh.                                  | Einzeldenkmal der Sachgesamtheit Schloss und Schlosspark Weesenstein: Bogenbrücke über einen Bach von Burkhardswalde östlich des Park-Haupteingangs (Einzeldenkmal zu ID-Nr. 09304406) – von baugeschichtlicher und gartenkünstlerischer Bedeutung. | 09304407 |
| Direkt Bild zu diesem Denkmal hochladen | Wegestein | (Karte)                                | 19. Jh.                                  | verkehrsgeschichtlich von Bedeutung | 09304631 |
| Direkt Bild zu diesem Denkmal hochladen | Sachgesamtheit Vorwerk Burkhardswalde bei Pirna mit Einzeldenkmalen (ID-Nr. 09224083) sowie Wirtschaftsgebäude und Park als Sachgesamtheitsteil            | Burkhardswalder Straße 1; 51 (Karte)   | 18./19. Jh.                              | Sachgesamtheit Vorwerk Burkhardswalde bei Pirna, mit den Einzeldenkmalen: Wohn- und Wirtschaftsgebäude (Nr. 1), Verwalterhaus mit Scheune (Nr. 51), weitere Scheune (winkelförmiger Grundriss, mit Hochfahrt) und Einfriedungsmauer (Einzeldenkmale ID-Nr. 09224083), weitere Wirtschaftsgebäude und Park als Sachgesamtheitsteil – schlichtes barockes Verwalterhaus, mächtige Scheunen, gründerzeitliches Wohn- und Wirtschaftsgebäude, ortsgeschichtlich von Bedeutung. Gutspark: Fläche des Gutsparks mit Teich, Dämmen, alten Obstbäumen, Kopfweiden, Natursteintreppen und Mauern, Einfriedung: verputzte Bruchsteinmauer (aus u. a. Maxener Marmor) mit Sandsteinabdeckung. | 09303856 |
| Direkt Bild zu diesem Denkmal hochladen | Wohn- und Wirtschaftsgebäude, Verwalterhaus mit Scheune (Einzeldenkmale zu ID-Nr. 09303856)                                                                | Burkhardswalder Straße 1; 51 (Karte)   | um 1900 (Wohn- und Wirtschaftsgebäude)   | Einzeldenkmale der Sachgesamtheit Vorwerk Burkhardswalde bei Pirna: Wohn- und Wirtschaftsgebäude (Nr. 1), Verwalterhaus mit Scheune (Nr. 51), weitere Scheune (winkelförmiger Grundriss, mit Hochfahrt) und Einfriedungsmauer (Einzeldenkmale zu ID-Nr. 09303856) – schlichtes barockes Verwalterhaus, mächtige Scheunen, gründerzeitliches Wohn- und Wirtschaftsgebäude, ortsgeschichtlich von Bedeutung. Herrenhaus: zweigeschossiger Putzbau mit Satteldach, zwei übergiebelten Seitenrisaliten, Dachüberstände, Einfriedung: verputzte Bruchsteinmauer (aus u. a. Maxener Marmor) mit Sandsteinabdeckung.                                                                      | 09224083 |
| Direkt Bild zu diesem Denkmal hochladen | Gasthof „Zum Erbgericht“ | Burkhardswalder Straße 11 (Karte)      | 2. Hälfte 19. Jh., im Kern älter         | großer Landgasthof mit Saal, gründerzeitlich überformter Putzbau, ortsgeschichtlich von Bedeutung | 09224080 |
| Weitere Bilder                          | Dorfkirche Burkhardswalde | Burkhardswalder Straße 13 (Karte)      | Kernbau 1523                             | Kirche (mit Ausstattung) und Kirchhof mit Einfriedungsmauer und Kirchhofstor – schlichter Saalbau mit nachgotischem, dreiseitig geschlossenem Chor und barockem Nordturm, Anbau (Begräbniskapelle) an der Nordseite, baugeschichtlich, ortsgeschichtlich und ortsbildprägend von Bedeutung. Saalkirche mit Polygonchor und Turm an der Nordseite. | 09224073 |
| Direkt Bild zu diesem Denkmal hochladen | Wohnhaus | Burkhardswalder Straße 18 (Karte)      | Anfang 19. Jh.                           | kleines ländliches Wohnhaus, Obergeschoss Fachwerk verputzt, baugeschichtlich von Bedeutung | 09224079 |
| Direkt Bild zu diesem Denkmal hochladen | Pfarrhaus (Nr. 20), Seitengebäude und Scheune (Nr. 20a) eines Pfarrhofes, dazu Hofmauer mit Toreinfahrt                                                    | Burkhardswalder Straße 20; 20a (Karte) | Mitte 19. Jh.                            | massives Pfarrhaus mit Walmdach, Seitengebäude mit Krüppelwalmdach und Segmentbogenportal, ortsgeschichtlich von Bedeutung | 09224075 |
| Direkt Bild zu diesem Denkmal hochladen | Dreiseithof mit Wohnstallhaus (Nr. 22), Scheune und Seitengebäude (Nr. 22a), dazu Hofmauer mit Pforte und Toreinfahrt                                      | Burkhardswalder Straße 22; 22a (Karte) | bez. 1794                                | massives Wohnstallhaus mit Korbbogenportal und Giebelzier, zeit- und landschaftstypischer, geschlossen erhaltener Bauernhof, baugeschichtlich und ortsgeschichtlich von Bedeutung. Wohnstallhaus: Korbbogentür im Schlussstein bezeichnet 1794, Auszüglerhaus: in der Fassade bezeichnet 1841. | 09224072 |
| Direkt Bild zu diesem Denkmal hochladen | Dreiseithof mit Wohnstallhaus, daran angebautes Stallgebäude, Scheune und Seitengebäude, dazu Hofmauer mit Pforte und Toreinfahrt                          | Burkhardswalder Straße 23 (Karte)      | Mitte 19. Jh.                            | geschlossen erhaltener Bauernhof, Wohnstallhaus stattlicher Putzbau mit Krüppelwalmdach, zeit- und landschaftstypisches Gehöft, baugeschichtlich und ortsgeschichtlich von Bedeutung. | 09224071 |
| Direkt Bild zu diesem Denkmal hochladen | Dreiseithof mit Wohnstallhaus, Scheune und Seitengebäude, dazu Hofmauer mit Toreinfahrt                                                                    | Burkhardswalder Straße 24 (Karte)      | bez. 1811                                | massives Wohnstallhaus mit Korbbogenportal, im Schlussstein bezeichnet 1811, Seitengebäude mit Zwillingsfenster im Giebel, baugeschichtlich und ortsgeschichtlich von Bedeutung. Wohnstallhaus: Korbbogentür im Schlussstein bezeichnet. | 09224070 |
| Direkt Bild zu diesem Denkmal hochladen | Dreiseithof mit Wohnstallhaus (Nr. 26), Scheune und Seitengebäude (Nr. 26a), dazu Hofmauer mit Pforte und Toreinfahrt                                      | Burkhardswalder Straße 26; 26a (Karte) | bez. 1897                                | Putzbauten, Wohnstallhaus mit Zwillingsfenster im Giebel, Seitengebäude mit Krüppelwalmdach, baugeschichtlich und ortsgeschichtlich von Bedeutung. | 09224069 |
| Direkt Bild zu diesem Denkmal hochladen | Hofmauer mit Pforte und Toreinfahrt eines Bauernhofes | Burkhardswalder Straße 28 (Karte)      | 19. Jh.                                  | ortstypische Hofzufahrt, baugeschichtlich von Bedeutung | 09224068 |
| Direkt Bild zu diesem Denkmal hochladen | Bauernhof mit Wohnstallhaus (Nr. 34), Scheune und Auszüglerhaus (Nr. 34a), dazu Toreinfahrt und Pforte                                                     | Burkhardswalder Straße 34; 34a (Karte) | bez. 1820                                | Wohnstallhaus mit Krüppelwalmdach und Korbbogenportal, im Schlussstein bezeichnet 1820, Auszüglerhaus über der Tür bezeichnet 1861, verputzte Massivbauten, baugeschichtlich und ortsgeschichtlich von Bedeutung. Wohnstallhaus: Korbbogentür im Schlussstein bezeichnet 1820, Auszüglerhaus über der Tür bezeichnet 1861. | 09224066 |
| Direkt Bild zu diesem Denkmal hochladen | Wohnstallhaus eines Bauernhofes, dazu Hofmauer mit Toreinfahrt und Pforte                                                                                  | Burkhardswalder Straße 35 (Karte)      | Ende 18. Jh.                             | stattlicher Massivbau mit Korbbogenportal, baugeschichtlich von Bedeutung. Wohnstallhaus: zwei Korbbogentüren mit Schlussstein. | 09224065 |
| Direkt Bild zu diesem Denkmal hochladen | Ehemaliges Wohnstallhaus eines Bauernhofes, dazu Brunnen und Hofmauer mit Torbogen und Pforte                                                              | Burkhardswalder Straße 38 (Karte)      | bez. 1804                                | massives Wohnstallhaus mit Krüppelwalmdach und Korbbogenportal, baugeschichtlich von Bedeutung. Wohnstallhaus: jüngerer Teil im Schlussstein der Korbbogentür bezeichnet, älterer Teil mit Rundbogentür. | 09224063 |
| Direkt Bild zu diesem Denkmal hochladen | Dreiseithof mit zwei Wohnstallhäusern und Scheune, dazu Hofmauer mit Toreinfahrt und zwei Pforten                                                          | Burkhardswalder Straße 39 (Karte)      | bez. 1789 (ein Wohnstallhaus)            | geschlossen erhaltener, großer Bauernhof des 19. Jahrhunderts, in einem Wohnstallhaus Giebel mit Zwillingsfenster, baugeschichtlich und ortsgeschichtlich von Bedeutung. ein Wohnstallhaus über der Tür bezeichnet 1858, das andere Wohnstallhaus bezeichnet 1789 (Korbbogentür im Schlussstein). | 09224062 |
| Direkt Bild zu diesem Denkmal hochladen | Stiftsgut Burkhardswalde | Burkhardswalder Straße 43 (Karte)      | 1724                                     | Vorwerk mit zwei Wohnhäusern, zwei daran angebauten Stallgebäuden und mit diesen verbundenes Quergebäude, dazu Hofmauer mit Toreinfahrt und Pforte – großer Bauernhof, die massiven Kopfbauten mit Mansarddach, Dachlandschaft durch Fledermausgaupen bestimmt, baugeschichtlich und ortsgeschichtlich von Bedeutung. | 09224085 |
| Direkt Bild zu diesem Denkmal hochladen | Wohnhaus über winkelförmigem Grundriss | Burkhardswalder Straße 57 (Karte)      | bez. 1805                                | ländliches Wohnhaus mit übergiebeltem, verziertem Portal, im Türsturz bezeichnet 1805, baugeschichtlich und ortsgeschichtlich von Bedeutung. | 09224086 |
| Direkt Bild zu diesem Denkmal hochladen | Villa Kosen | Gesundbrunnen 60a (Karte)              | 4. Viertel 19. Jh.                       | herrschaftliche gründerzeitliche Villa, später Verwaltungsgebäude des Getränkeherstellers Margon-Brunnen, baugeschichtlich und ortsgeschichtlich von Bedeutung. | 09224059 |
| Direkt Bild zu diesem Denkmal hochladen | Wasserwerks- oder Brunnengebäude und ein Torpfeiler | Gesundbrunnen 60a (bei) (Karte)        | 1920er Jahre                             | kleiner würfelförmiger Backsteinbau mit spitzbogigen Öffnungen, ortsgeschichtlich und technikgeschichtlich von Bedeutung. | 09224061 |
| Direkt Bild zu diesem Denkmal hochladen | Jonasmühle | Gesundbrunnen 60a (bei) (Karte)        | bez. 1893                                | Ehemaliges Mühlengebäude – repräsentativer gründerzeitlicher Bau mit Turm, im Kern älter, ortsgeschichtlich und technikgeschichtlich von Bedeutung. Hofzufahrt mit drei Torpfeilern – vor 2012 abgebrochen. | 09224060 |
| Weitere Bilder                          | Bahnhof Burkhardswalde-Maxen (Einzeldenkmal zu ID-Nr. 09302477)                                                                                            | Gesundbrunnen 60c (Karte)              | 1938 (Bahnhof)                           | Einzeldenkmal der Sachgesamtheit Müglitztalbahn: Empfangsgebäude des Bahnhofs (Einzeldenkmal zu ID-Nr. 09302477) – Bahnhofsgebäude im Heimatstil, eisenbahngeschichtlich, ortsgeschichtlich und verkehrsgeschichtlich von Bedeutung. Ehem. Funktion/Bedeutung: Bahnhof, heutige Funktion/Bedeutung: Haltepunkt, Bedarfshalt. | 09224056 |
| Direkt Bild zu diesem Denkmal hochladen | Gasthaus zur Jonasmühle, ehem. Bahnhofshotel | Gesundbrunnen 60d (Karte)              | um 1900                                  | Gründerzeitbau mit überhöhtem Mittelteil, Anklänge an den Schweizerstil, ortsgeschichtlich von Bedeutung. | 09224058 |

## Falkenhain
| Bild                                    | Bezeichnung | Lage                      | Datierung      | Beschreibung | ID       |
| --------------------------------------- | --- | ------------------------- | -------------- | --- | -------- |
| Direkt Bild zu diesem Denkmal hochladen | Vierseithof mit winkelförmigem Wohnstallhaus, zwei Scheunen und Seitengebäude, dazu Hofmauer mit Torbogen und Pforte               | Falkenhain 2 (Karte)      | bez. 1775      | alte Ortslage Ploschwitz, großer Bauernhof, Wohnstallhaus massiv mit Korbbogenportal, steiles Satteldach mit Giebelzier, baugeschichtlich und wirtschaftsgeschichtlich von Bedeutung. Über der Pforte ehem. bezeichnet 1775 (jetzt neu verputzt), Wohnstallhaus: Winkelbau, mit Korbbogentür und Schlussstein, Torbogen und Pforte: Rundbögen mit Schlussstein, ferner Inschrifttafel mit Bibelzitat.                                                                                       | 09223184 |
| Direkt Bild zu diesem Denkmal hochladen | Vierseithof mit ehemaligem Wohnstallhaus, winkelförmig angebautem Seitengebäude und Scheune, dazu Hofmauer mit Torbogen und Pforte | Falkenhain 3 (Karte)      | Ende 18. Jh.   | alte Ortslage Ploschwitz, großer Bauernhof, Wohnstallhaus Obergeschoss Fachwerk verbrettert, Seitengebäude Obergeschoss Fachwerk, Giebel verbrettert, im Hof war angeblich der preußische General Friedrich August von Finck inhaftiert, baugeschichtlich und ortsgeschichtlich von Bedeutung. Torbogen und Pforte: Rundbögen mit Schlussstein. | 09223183 |
| Direkt Bild zu diesem Denkmal hochladen | Vierseithof mit Wohnstallhaus, Auszüglerhaus, jüngerer Scheune und Seitengebäude, dazu Hofmauer mit Toreinfahrt und zwei Pforten   | Falkenhain 4 (Karte)      | 18. Jh.        | alte Ortslage Ploschwitz, großer Bauernhof, langgestrecktes massives Wohnstallhaus, Auszüglerhaus Giebel massiv mit Giebelzier, Obergeschoss Fachwerk verputzt, Korbbogentür im Schlussstein bezeichnet 1823, jüngere massive Scheune mit zwei Lüfterlaternen, repräsentative Hofeinfahrt mit zwei vorgezogenen Pforten und zwei Torpfeilern mit Vasenaufsätzen, baugeschichtlich, wirtschaftsgeschichtlich und ortsbildprägend von Bedeutung. Inschrifttafel am Auszüglerhaus unleserlich. | 09223185 |
| Direkt Bild zu diesem Denkmal hochladen | Wohnstallhaus und Auszüglerhaus eines Bauernhofes, dazu Hofmauer mit Toreinfahrt und Pforte                                        | Falkenhain 6 (Karte)      | bez. 1808      | alte Ortslage Ploschwitz, Wohnstallhaus Obergeschoss Fachwerk verputzt, Korbbogentür im Schlussstein bezeichnet 1808, Auszüglerhaus Obergeschoss Fachwerk verputzt, landschaftstypische dörfliche Gebäude, hübsche Hofzufahrt mit schmiedeeisernem Tor, baugeschichtlich von Bedeutung. Hofmauer im September 1992 zerstört (von zwei Torpfeilern nur noch einer in situ, schmiedeeisernes Gatter ebenfalls nicht mehr vorhanden).                                                          | 09223182 |
| Direkt Bild zu diesem Denkmal hochladen | Wohnhaus | Falkenhain 7 (Karte)      | Anfang 19. Jh. | alte Ortslage Ploschwitz, kleines ländliches Wohnhaus, Obergeschoss Fachwerk verkleidet, baugeschichtlich von Bedeutung, mit Korbbogentür. | 09223181 |
| Direkt Bild zu diesem Denkmal hochladen | Vierseithof mit Wohnstallhaus, zwei Seitengebäuden und Scheune                                                                     | Falkenhain 8 (Karte)      | bez. 1861      | geschlossen erhaltener, großer Bauernhof, stattliches massives Wohnstallhaus mit Zwillingsfenster im Giebel, baugeschichtlich und wirtschaftsgeschichtlich von Bedeutung. Wohnstallhaus über der Tür bezeichnet 1861, (ohne Anbauten), Anbauten am Wohnstallhaus vor 2012 abgebrochen. | 09223179 |
| Direkt Bild zu diesem Denkmal hochladen | Wohnstallhaus eines Bauernhofes | Falkenhain 18 (Karte)     | Ende 18. Jh.   | Obergeschoss Fachwerk verputzt, baugeschichtlich von Bedeutung | 09223180 |
| Direkt Bild zu diesem Denkmal hochladen | Wohnstallhaus (Nr. 30) und Seitengebäude (Nr. 29) eines Bauernhofes                                                                | Falkenhain 29; 30 (Karte) | bez. 1741      | massives Wohnstallhaus mit Giebelzier und Korbbogenportal, darüber Inschrifttafel, baugeschichtlich von Bedeutung. Wohnstallhaus mit Korbbogentür, darüber Inschrifttafel, eines der beiden Seitengebäude zur Hälfte abgebrochen, dahinter Neubau. | 09223178 |

## Maxen
| Bild                                    | Bezeichnung | Lage                                                         | Datierung                                             | Beschreibung | ID       |
| --------------------------------------- | --- | ------------------------------------------------------------ | ----------------------------------------------------- | --- | -------- |
| Weitere Bilder                          | Sachgesamtheit Bergbaumonumente Maxen auf den Gemarkungen Maxen und Mühlbach                                                                                              | (Karte)                                                      | um 1300 (Winterleithen-Bruch, auch »Alter Bruch«)     | Sachgesamtheit Bergbaumonumente Maxen: auf den Gemarkungen Maxen sowie Mühlbach, 1) Kurfürstlicher Marmorbruch, daneben Rumford-Kalkofen und zwei weitere Kalk-Kammeröfen (Einzeldenkmal ID-Nr. 09300184), 2) Göpelbruch und ca. zehn Abbau-Hohlräume (Sachgesamtheitsteile), 3) Winterleithen-Bruch (Sachgesamtheitsteil), 4) Rumford-Fünfeck-Kalkofen (Einzeldenkmal ID-Nr. 09300184), 5) Wohlfarthscher Bruch (Sachgesamtheitsbestandteil ID-Nr. 09300183), 6) Mühlbacher Bruch (Sachgesamtheitsbestandteil ID-Nr. 09300183) – am Göpelbruch mit Abbau-Hohlräume Eingang mit Schlussstein bezeichnet 1938 versehen, bergbaugeschichtlich und ortsgeschichtlich von Bedeutung. | 09223210 |
|                                         | Kurfürstlicher Marmorbruch, drei Kalköfen neben dem Marmorbruch sowie ein Rumford-Kalkofen (Einzeldenkmale zu ID-Nr. 09223210)                                            | (Karte)                                                      | 1720–1756 (Hauptabbauzeit Kurfürstlicher Marmorbruch) | Einzeldenkmale der Sachgesamtheit Bergbaumonumente Maxen: Kurfürstlicher Marmorbruch, drei Kalköfen neben dem Marmorbruch (davon ein Rumford-Kalkofen) sowie ein Rumford-Kalkofen auf dem Flurstück 718 (Einzeldenkmale zu ID-Nr. 09223210) – von bergbaugeschichtlicher, kulturgeschichtlicher und technikgeschichtlicher Bedeutung. | 09300184 |
| Weitere Bilder                          | Sachgesamtheit Rittergut Maxen mit zahlreichen Einzeldenkmalen sowie Gutspark mit zwei Alleen (Sachgesamtheitsteile)                                                      | Maxener Straße 1; 1a; 1b; 1c; 1d; 1e; 1f; 1 g; 2; 2a (Karte) | 1700–1844 (Rittergut)                                 | Sachgesamtheit Rittergut Maxen, mit den Einzeldenkmalen: Herrenhaus (Nr. 1), Einfriedungsmauern des Gutsgeländes und Torbogen (zwischen Nr. 1c und Nr. 1e), Teile des Wirtschaftshofes, darunter im Westen Wohnhaus (Nr. 1a) und daran angebaute Scheune und im Osten Stallgebäude (Nr. 1c/1d) sowie ehemalige Orangerie (Nr. 1b) nordöstlich des Herrenhauses und Küchengartenmauern (Einzeldenkmal ID-Nr. 09301562), weiterhin Einzeldenkmale in der verschönerten Landschaft: Muschelhäuschen und sog. Blaues Häusel (Einzeldenkmal ID-Nr. 09223212) und drei sogenannte Rabenhorste (Aussichtspunkte) – (Einzeldenkmal ID-Nr. 09225596), weiterhin als Sachgesamtheitsteile drei Wirtschaftsgebäude im Norden des Gutshofes (Nr. 1e, 1f und 1 g) sowie ehemaliger Küchengarten (bei Nr. 1b, Gartendenkmal), Andersen-Lärche, zwei Berg-Ahorne nördlich und Linde westlich des Herrenhauses (Gartendenkmale), außerdem Balustrade, Gutspark sowie verschönerte Landschaft mit zwei Alleen (Sachgesamtheitsteile) – Herrenhaus mehrflügelige Anlage aus unterschiedlichen Zeiten, Hauptflügel barock geprägt, dabei auch älterer Treppenturm, baugeschichtlich und ortsgeschichtlich von Bedeutung, verschönerte Landschaft zusätzlich von landschaftsgestaltendem, wissenschaftlichem und regionalgeschichtlichem Wert. | 09223207 |
| Weitere Bilder                          | Herrenhaus, Einfriedungsmauern und Torbogen, Teile des Wirtschaftshofes, Wohnhaus, Scheune und Stallgebäude sowie ehemalige Orangerie (Einzeldenkmale zu ID-Nr. 09223207) | Maxener Straße 1; 1a; 1b; 1c; 1d (Karte)                     | bez. 1726, im Kern älter                              | Einzeldenkmale der Sachgesamtheit Rittergut Maxen: Herrenhaus (Nr. 1), Einfriedungsmauern des Gutsgeländes und Torbogen (zwischen Nr. 1c und Nr. 1e), Teile des Wirtschaftshofes, darunter im Westen Wohnhaus (Nr. 1a) und daran angebaute Scheune und im Osten Stallgebäude (Nr. 1c/1d) sowie ehemalige Orangerie (Nr. 1b) nordöstlich des Herrenhauses und Küchengartenmauern (Einzeldenkmale zu ID-Nr. 09223207) – Herrenhaus mehrflügelige Anlage aus unterschiedlichen Zeiten, Hauptflügel barock geprägt, dabei auch älterer Treppenturm, baugeschichtlich und ortsgeschichtlich von Bedeutung. Teile des Wirtschaftshofes des Rittergutes: im Westen großer Putzbau mit hohem Walmdach (Wohnhaus und Scheune, im Schlussstein bezeichnet), im Osten ein Stallgebäude (mit rundbogigen Öffnungen). | 09301562 |
|                                         | Muschelhäuschen (Grotte) und sogenanntes Blaues Häusel (Pavillon) (Einzeldenkmale zu ID-Nr. 09223207)                                                                     | (Karte)                                                      | bez. 1848                                             | Einzeldenkmale der Sachgesamtheit Rittergut Maxen: Muschelhäuschen (Grotte) und sogenanntes Blaues Häusel (Pavillon) in der verschönerten Landschaft (siehe auch Sachgesamtheit ID-Nr. 09223207) – Gartenstaffagen als Bestandteil des erweiterten Gutsparks, Pavillon mit orientalisierenden Details, über der Tür Inschrift in javanischer Schrift, ortsgeschichtlich von Bedeutung. | 09223212 |
| Direkt Bild zu diesem Denkmal hochladen | Drei sogenannte Rabenhorste, Felskanzeln als Aussichtspunkte (Einzeldenkmale zu ID-Nr. 09223207)                                                                          | (Karte)                                                      | ab 15. Jh. (sog. Rabenhorste, gemauerte Felskanzeln)  | Einzeldenkmale der Sachgesamtheit Rittergut Maxen: drei sogenannte Rabenhorste (gemauerte Felskanzeln als Aussichtspunkte) in der verschönerten Landschaft (Einzeldenkmale zu ID-Nr. 09223207) – Bestandteil des erweiterten Gutsparks, ortsgeschichtlich von Bedeutung. | 09225596 |
| Weitere Bilder                          | Dorfkirche Maxen | Maxener Straße 3 (Karte)                                     | im Kern 16. Jh.                                       | Kirche (mit Ausstattung), Kirchhof mit Einfriedungsmauer, Kirchhofsportal, einigen alten Grabmalen, Luthereiche und Linde vor dem Kirchhof – Saalkirche mit Polygonchor, Nordturm und südlichen Anbau, im Kern spätgotische Kirche, barock überformt, Saalbau im Rundbogenstil des 19. Jahrhunderts, Kirchhofsportal mit Volutengiebel des 17. Jahrhunderts und den Kirchhof prägende Luthereiche und Linde außerhalb der Einfriedungsmauer, baugeschichtlich, ortsgeschichtlich und ortsbildprägend von Bedeutung. | 09223203 |
| Weitere Bilder                          | Ehem. Maxener Schule, heute Wohnhaus | Maxener Straße 6d (Karte)                                    | Ende 19. Jh.                                          | Schulgebäude – gründerzeitlicher Putzbau mit Dachhäuschen und schönem Portal, ortsgeschichtlich von Bedeutung. Zweigeschossiger Putzbau mit Walmdach, Portal gerahmt von zwei Pilastern, darüber Gebälk und gesprengter Giebel, Bauzeit 1905? (so WuH), Mauer gehörte vermutlich zur Schlossmauer, Schiefer, keine reine Trockenmauer. | 09223209 |
|                                         | Wohnhaus mit rückwärtigem Gebäudeflügel | Maxener Straße 7 (Karte)                                     | um 1800, später erweitert                             | ländliches Wohnhaus, rückwärtiger Gebäudeflügel mit großer Toreinfahrt, ortsbildprägende Gebäudegruppe, baugeschichtliche und womöglich ortsgeschichtliche Bedeutung. Zweigeschossiger massiver Putzbau mit Krüppelwalmdach, Wand-Öffnungs-Verhältnis weitgehend intakt, etwas geglättet, Annexgebäude mit zentraler segmentbogiger Einfahrt, Krüppelwalmdach, massiv. | 08967596 |
|                                         | Wohnstallhaus eines Bauernhofes | Maxener Straße 15 (Karte)                                    | Mitte 19. Jh.                                         | stattlicher Putzbau mit Palmettenzier auf der Giebelspitze und Drillingsfenster (Palladio-Motiv) im Giebel, baugeschichtlich von Bedeutung. | 09223200 |
|                                         | Dreiseithof mit Wohnhaus, Seitengebäude und Scheune | Maxener Straße 16 (Karte)                                    | Mitte 19. Jh.                                         | Dreiseithof mit Wohnhaus, Seitengebäude (Wohnstallhaus) und winklig angebauter Scheune, dazu Hofmauer mit Pforte sowie Gartenlaube im seitlichen Vorgarten – Wohnhaus mit Korbbogenportal und Schlussstein, Scheune Obergeschoss verbrettert, geschlossen erhaltener Bauernhof, baugeschichtlich von Bedeutung. | 09223199 |
|                                         | Wohnstallhaus eines Bauernhofes | Maxener Straße 17 (Karte)                                    | Mitte 19. Jh., im Kern älter                          | Bestandteil der Ortsstruktur, Zwillingsfenster im Giebel, baugeschichtlich von Bedeutung, vor langer Zeit wurde das Obergeschoss-Fachwerk massiv ersetzt. | 08967595 |
|                                         | Wohnstallhaus und Scheune eines Bauernhofes, dazu Hofmauer mit Toreinfahrt und Pforte                                                                                     | Maxener Straße 19 (Karte)                                    | um 1850 (bez. 185?, Wohnstallhaus)                    | stattliche, dorfbildprägende Massivbauten, ortstypische Hofanlage des 19. Jahrhunderts, baugeschichtlich von Bedeutung. Seitengebäude des Dreiseithofes nicht aufgenommen, Wohnstallhaus im Türsturz bezeichnet 185?. | 09223191 |
|                                         | Bauernhof mit Wohnstallhaus und Scheune, dazu Hofmauer mit Toreinfahrt und Pforte                                                                                         | Maxener Straße 20 (Karte)                                    | 2. Hälfte 19. Jh.                                     | stattliche, dorfbildprägende Massivbauten, ortstypische Hofanlage des 19. Jahrhunderts, baugeschichtlich von Bedeutung. Scheune bezeichnet 1940 (in Fassade), Torpfeiler mit Aufsatz. | 09223192 |
|                                         | Bauernhof mit Wohnstallhaus und Scheune, dazu Hofmauer mit Toreinfahrt und Pforte                                                                                         | Maxener Straße 21 (Karte)                                    | Mitte 19. Jh.                                         | stattliche, dorfbildprägende Massivbauten, ortstypische Hofanlage des 19. Jahrhunderts, baugeschichtlich von Bedeutung, mit zwei Torpfeilern, einer mit Aufsatz. | 09223193 |
|                                         | Bauernhof mit Wohnstallhaus, Seitengebäude und Scheune | Maxener Straße 22 (Karte)                                    | 1. Hälfte 19. Jh.                                     | Bauernhof mit winkelförmigem Wohnstallhaus, Seitengebäude und daran im Winkel angebauter Scheune, dazu Hofmauer mit Toreinfahrt und Pforte – Wohnstallhaus Putzbau mit Krüppelwalmdach, Seitengebäude Obergeschoss Fachwerk verbrettert, Scheune massiv, baugeschichtlich von Bedeutung. | 09223194 |
|                                         | Wohnstallhaus eines Bauernhofes | Maxener Straße 31 (Karte)                                    | bez. 1825                                             | großes massives Wohnstallhaus mit Inschrifttafel an der Fassade, baugeschichtlich von Bedeutung, nach einem Brand wiedererrichtet. | 09223196 |
|                                         | Pfarrhof | Maxener Straße 41; 41a (Karte)                               | 1581                                                  | Pfarrhaus (Nr. 41), Seitengebäude (Nr. 41a) und Scheune eines Pfarrhofes, dazu Hofmauer mit Pforte – Pfarrhaus mit steilem Walmdach und Rundbogenportal, davor Freitreppe, Seitengebäuden Obergeschoss Fachwerk, Hofmauer mit schulterbogiger Pforte bezeichnet 1581. | 09223204 |
|                                         | Wohnhaus eines Bauernhofes | Maxener Straße 44 (Karte)                                    | im Kern 16./17. Jh.                                   | Wohnhaus eines Bauernhofes, dazu Hofmauer mit Torbogen und Pforte – großes massives Wohnhaus, landschaftstypische Hofeinfahrt, baugeschichtlich von Bedeutung. Haus ist äußerlich unscheinbar und verändert, hat aber alte Fenstergewände wohl aus dem 16. Jh. | 09223206 |
|                                         | Wohnhaus | Maxener Straße 59 (Karte)                                    | bez. 1835                                             | kleines ländliches Wohnhaus, in Hanglage, sozialgeschichtlich von Bedeutung, bezeichnet 1835 (im Türsturz). | 09223205 |
|                                         | Wohnhaus (ohne Anbau) | Maxener Straße 61b (Karte)                                   | um 1900                                               | städtisch wirkendes Wohnhaus, gründerzeitlicher Putzbau mit Schmuckfachwerk und Gesprengegiebel, baugeschichtlich von Bedeutung. | 09223201 |
|                                         | Denkmal für Gefallene des Ersten Weltkrieges | Maxener Straße 71 (bei) (Karte)                              | nach 1918                                             | Kriegerdenkmal – ortsgeschichtlich von Bedeutung. Sandstein, Pyramidenstumpf auf mehrstufigem Unterbau, mit Adlerskulpturen. | 09223190 |
|                                         | Wohnhaus | Maxener Straße 72 (Karte)                                    | bez. 1807                                             | ländliches Wohnhaus mit Korbbogenportal, Obergeschoss Fachwerk verkleidet, baugeschichtlich von Bedeutung. Korbbogentür im Schlussstein bezeichnet, Erweiterungsbau vor 2012 abgebrochen. | 09223195 |
| Direkt Bild zu diesem Denkmal hochladen | Zwei Gebäude eines Gehöfts | Maxener Straße 83 (Karte)                                    | 2. Hälfte 19. Jh.                                     | ehemals Maximilianschacht (bis 1875), 1885–1890 Brauerei, ortsgeschichtlich von Bedeutung | 08967597 |

## Mühlbach
| Bild                                    | Bezeichnung | Lage                         | Datierung    | Beschreibung | ID       |
| --------------------------------------- | --- | ---------------------------- | ------------ | --- | -------- |
| Direkt Bild zu diesem Denkmal hochladen | Sachgesamtheitsbestandteil der Sachgesamtheit Müglitztalbahn (ID-Nr. 09302512), Teilabschnitt Müglitztal, OT Mühlbach, mit Einzeldenkmalen sowie Sachgesamtheitsteilen | (Karte)                      | 1937         | Sachgesamtheitsbestandteil der Sachgesamtheit Müglitztalbahn (ID-Nr. 09302512), Teilabschnitt Müglitztal, OT Mühlbach, mit den Einzeldenkmalen: Haltepunkt Mühlbach (Einzeldenkmal ID-Nr. 09224157), Bahnwärterhaus (Einzeldenkmal ID-Nr. 09224158) und Müglitzbrücke (km 10,301) – (Einzeldenkmal ID-Nr. 09302480) sowie den Sachgesamtheitsteilen: Anschlussstellwerk Zellstoffwerk Peschelmühle (km 9,425), Anschlussstellwerk Vereinigte Zellstoffwerke Pirna GmbH (km ?), Bahnübergang Im Grunde (km 10,155), Brücke Mühlgraben (km 10,386) und mit dem Gleiskörper (Sachgesamtheit ID-Nr. 09221668) Sachgesamtheitsteil Mühlgrabenbrücke bei km 10,386: Länge / Höhe / Breite: 11,3 m / 3,1 m / –; max N / min R –/– . Kurze, einfache Betonträgerbrücke mit geringer Höhe. | 09302479 |
|                                         | Stahlträgerbrücke (Einzeldenkmal zu ID-Nr. 09302479) | (Karte)                      | 1937         | Einzeldenkmal der Sachgesamtheit Müglitztalbahn: Stahlträgerbrücke (Einzeldenkmal zu ID-Nr. 09302479) – eisenbahngeschichtlich und verkehrsgeschichtlich von Bedeutung. Länge / Höhe / Breite 49,5 / 3,9 / –; max N / min R 47,8 m / 230 m. Stahlträgerbrücke auf einem massigen Betonpfeiler und mit Betonwiderlagern. | 09302480 |
| Direkt Bild zu diesem Denkmal hochladen | Wohnstallhaus und Seitengebäude eines Bauernhofes | Im Grunde 55 (Karte)         | bez. 1842    | alte Ortslage Häselich, Wohnstallhaus Obergeschoss strebenreiches Fachwerk, baugeschichtlich von Bedeutung, im Türsturz bezeichnet 1842. | 09224156 |
|                                         | Wegestein | Müglitztalstraße (Karte)     | 19. Jh.      | verkehrsgeschichtlich von Bedeutung. Wegweiser, vgl. Verzeichnis von R. Prokoph (1992) bei der Unteren Denkmalschutzbehörde Pirna. | 09224155 |
| Direkt Bild zu diesem Denkmal hochladen | Wegestein | Müglitztalstraße             |              | Wegestein; verkehrsgeschichtlich von Bedeutung | 09304908 |
|                                         | Bahnhof Mühlbach (Einzeldenkmal zu ID-Nr. 09302479) | Müglitztalstraße 19 (Karte)  | 1938         | Einzeldenkmal der Sachgesamtheit Müglitztalbahn: Empfangsgebäude des Bahnhofs (Einzeldenkmal zu ID-Nr. 09302479) – eisenbahngeschichtlich, ortsgeschichtlich und verkehrsgeschichtlich von Bedeutung. Ehem. Funktion/Bedeutung: Haltestelle, heutige Funktion/Bedeutung: Haltepunkt, Bedarfshalt. | 09224157 |
|                                         | Bahnwärterhaus (Einzeldenkmal zu ID-Nr. 09302479) | Müglitztalstraße 23 (Karte)  | Ende 19. Jh. | Einzeldenkmal der Sachgesamtheit Müglitztalbahn: Bahnwärterhaus (Einzeldenkmal zu ID-Nr. 09302479) – eisenbahngeschichtlich und verkehrsgeschichtlich von Bedeutung. | 09224158 |
| Direkt Bild zu diesem Denkmal hochladen | Zwei Steinbrüche (Sachgesamtheit ID-Nr. 09223210) | Mühlbacher Straße (Karte)    | 1840/1876    | Sachgesamtheitsbestandteile der Sachgesamtheit Bergbaumonumente Maxen, auf Mühlbacher Flur: Zwei Steinbrüche (Sachgesamtheit ID-Nr. 09223210) – technikgeschichtlich und ortsgeschichtlich von Bedeutung. Wohlfarthscher Bruch (bei Mühlbacher Straße 44), um 1840 bis 1876, 3 Kavernen übereinander (8 m breit, 5–7 m lang) und – Mühlbacher Bruch, Mühlbach, hinter Mühlbacher Straße 33. | 09300183 |
| Direkt Bild zu diesem Denkmal hochladen | Wegestein | Mühlbacher Straße            |              | Wegestein; verkehrsgeschichtlich von Bedeutung | 09304907 |
| Direkt Bild zu diesem Denkmal hochladen | Wohnstallhaus und Scheune (mit Hochfahrt) eines Bauernhofes | Mühlbacher Straße 29 (Karte) | bez. 1870    | ortsbildprägende Putzbauten, Wohnstallhaus mit Zwillingsfenster im Giebel, baugeschichtlich von Bedeutung. Wohnstallhaus über der Tür bezeichnet. | 09224153 |

## Schmorsdorf
| Bild                                    | Bezeichnung                                                                                                  | Lage                      | Datierung | Beschreibung | ID       |
| --------------------------------------- | --- | ------------------------- | --------- | --- | -------- |
| Direkt Bild zu diesem Denkmal hochladen | Wohnhaus mit Einfriedung und Pforte                                                                          | Schmorsdorf 1c (Karte)    | bez. 1913 | städtisch wirkendes Wohnhaus im Reform- und Heimatstil der Zeit um 1910, Putzbau mit markantem Mansarddach, baugeschichtlich von Bedeutung. Markantes Mansarddach mit Schopf- und Fußwalm, Bruchsteinsockel, (in der Pforte/Torbogen bezeichnet). | 09223187 |
| Direkt Bild zu diesem Denkmal hochladen | Wohnstallhaus (Nr. 2) und Auszüglerhaus (Nr. 2a) eines Bauernhofes, dazu Hofmauer mit Pforte und Toreinfahrt | Schmorsdorf 2; 2a (Karte) | bez. 1852 | langgestrecktes Wohnstallhaus mit Zwillingsfenster im Giebel, Auszüglerhaus mit Mansarddach, baugeschichtlich von Bedeutung. An der Fassade des jüngeren Seitengebäudes bezeichnet 1792, Wohnstallhaus in der Fassade bezeichnet 1852.            | 09223189 |
| Direkt Bild zu diesem Denkmal hochladen | Wohnstallhaus eines Bauernhofes                                                                              | Schmorsdorf 3 (Karte)     | um 1800   | Obergeschoss Fachwerk verputzt, baugeschichtlich von Bedeutung | 09223188 |

## Weesenstein
| Bild                                    | Bezeichnung | Lage                          | Datierung          | Beschreibung | ID       |
| --------------------------------------- | --- | ----------------------------- | ------------------ | --- | -------- |
|                                         | Sachgesamtheitsbestandteil der Sachgesamtheit Müglitztalbahn (ID-Nr. 09302512), Teilabschnitt Müglitztal, OT Weesenstein, mit Einzeldenkmalen sowie Sachgesamtheitsteilen | (Karte)                       | 1936–1938          | Sachgesamtheitsbestandteil der Sachgesamtheit Müglitztalbahn (ID-Nr. 09302512), Teilabschnitt Müglitztal, OT Weesenstein, mit den Einzeldenkmalen: Brücke Müglitztal (Einzeldenkmal ID-Nr. 09302476) und Tunnel Weesenstein (Einzeldenkmal ID-Nr. 09223127) sowie OT Falkenhain Straßenüberführung Ploschwitzer Höhe (km 4,15) – (Einzeldenkmal ID-Nr. 09302469) sowie den Sachgesamtheitsteilen: Müglitztalbrücke, Müglitztalbrücke und mit dem Gleiskörper (Sachgesamtheit ID-Nr. 09221668) | 09302475 |
|                                         | Tunnel (Einzeldenkmal zu ID-Nr. 09302475) | (Karte)                       | 1936–1937          | Einzeldenkmal der Sachgesamtheit Müglitztalbahn: Tunnel (Einzeldenkmal zu ID-Nr. 09302475) – eisenbahngeschichtlich und verkehrsgeschichtlich von Bedeutung. Wechselnde Gemarkungen: Weesenstein – Flst. 80, Falkenhain – Flst. 191/1, 206/1, Weesenstein – Flst. 100, 118/1. Länge / Höhe / Breite: 240,2 m / 6,1 m / 5,7 m. Tunnelklinkerbogen-Eisenbahntunnel mit bruchsteinverkleideten, am Südportal durch Pfeiler verstärkten überhöhten Kopfmauern und einem nach 1945 geschliffenen Granit-Hoheitszeichen am Nordportal. Erbaut 17. Juni 1936 bis 15. Juli 1937. | 09223127 |
|                                         | Betonträgerbrücke (Einzeldenkmal zu ID-Nr. 09302475) | (Karte)                       | 1936–1937          | Einzeldenkmal der Sachgesamtheit Müglitztalbahn: Betonträgerbrücke (Einzeldenkmal zu ID-Nr. 09302475) – eisenbahngeschichtlich und verkehrsgeschichtlich von Bedeutung. Länge / Höhe / Breite: 52,0 m / 6,8 m / –; max N / min R: 150 m / 265 m. Betonträgerbrücke auf zwei länglichen Stützpfeilern mit zugespitzten Vorköpfen. Über den Stützen sind Vouten angeordnet. Erbaut Aug. 1936 – Okt. 1937. | 09302476 |
|                                         | Haltepunkt Weesenstein (Einzeldenkmal zu ID-Nr. 09302470) | Altenberger Straße (Karte)    | 1940               | Einzeldenkmal der Sachgesamtheit Müglitztalbahn, Teilabschnitt Dohna, OT Köttewitz: Haltepunkt Weesenstein – eisenbahngeschichtlich und verkehrsgeschichtlich von Bedeutung. | 09223119 |
|                                         | Pfarrhaus Weesenstein | Altenberger Straße 11 (Karte) | um 1900            | Pfarrhaus mit Einfriedung – repräsentatives, frei stehendes, gründerzeitliches Gebäude, erhöht liegend, Putzbau mit Gesprengegiebel, ortsgeschichtlich von Bedeutung. | 09223108 |
|                                         | Wohnhaus | Altenberger Straße 13 (Karte) | 18. Jh.            | ländliches Wohnhaus, Obergeschoss Fachwerk verputzt, baugeschichtlich von Bedeutung | 09223113 |
|                                         | Schlossgaststätte Weesenstein; ehem. Jägerhaus | Altenberger Straße 21 (Karte) | Kern wohl vor 1750 | Gasthof – winkliger Putzbau, Lage unmittelbar unterhalb des Schlosses, ortsbildprägend und ortsgeschichtlich von Bedeutung. Mit jüngerem Saalanbau/Festsaal: Putzbau mit großen Rundbogenfenstern, verändert – Saalanbau vor 2012 abgebrochen, Hauptgebäude zweigeschossig mit Walmdach. | 09223117 |
|                                         | Mühle mit Hauptgebäude, Nebengebäude und Mühlgraben | Altenberger Straße 23 (Karte) | 19. Jh. und älter  | Mühle mit winkelförmigem Hauptgebäude (im Innern Mühlentechnik), dazu Nebengebäude und Mühlgraben – Hauptgebäude mit Relief über Tordurchfahrt, schlossseitiger Teil mit hölzernem Mühlrad, Lage unmittelbar unterhalb des Schlosses, ortsgeschichtlich und technikgeschichtlich bedeutend. | 09223115 |
| Direkt Bild zu diesem Denkmal hochladen | Wohnhaus | Altenberger Straße 28 (Karte) | um 1905            | gründerzeitlicher Putzbau mit Schmuckfachwerk und Holzveranda, beide Giebel verschiefert, baugeschichtlich von Bedeutung. | 09223118 |
| Weitere Bilder                          | Sachgesamtheit Schloss und Schlosspark Weesenstein in den Gemeinden Müglitztal und Dohna                                                                                  | Am Schloßberg 1 (Karte)       | bes. 16.–18. Jh.   | Sachgesamtheit Schloss und Schlosspark Weesenstein, in den Gemeinden Müglitztal (OT Burkhardswalde und OT Weesenstein) und Dohna, Stadt (OT Meusegast) mit den Sachgesamtheitsbestandteilen Gemeinde Müglitztal, OT Burkhardswalde (Sachgesamtheit ID-Nr. 09304406) und Stadt Dohna, OT Meusegast (Sachgesamtheit ID-Nr. 09223159), davon gehören zum OT Weesenstein folgende Einzeldenkmale: Schloss (mehrflügelige Anlage mit Schlosskapelle), dazu Vorschloss (bestehend aus zwei Torhäusern und einem Wirtschaftsgebäude), Schlossbrücke und im Schlosspark, OT Weesenstein: Parkmauer mit zwei Pforten (Haupteingang und Nebeneingang, beide im Osten) und Zufahrtstor (im Südwesten), Bassin, Grabmal, Bogenbrücke über die Müglitz, Gewächshaus, Figur einer Flora, Obelisk und Pavillon (Einzeldenkmale ID-Nr. 09223120), weiterhin zur Sachgesamtheit die dreiteilige Parkanlage (Gartendenkmal), bestehend aus dem zweiteiligen Schlossgarten im OT Weesenstein (architektonischer Teil, mit Wegesystem und Alleen und als Sachgesamtheitsteile Steinbank, Laubengang und Freitreppe zum Schloss) sowie dem Schlosspark (landschaftlicher Teil am Osthang, mit Wegesystem und als Sachgesamtheitsteil drei Bogenbrücken), dieser dritte Teil zum größten Teil auf der Gemarkung Meusegast (Stadt Dohna) – burgartiger Schlossbau, Barockisierung von Teilen der Oberburg und des Niederschlosses 1719 bis 1747, Neuanlegung des Parks nach dem Müglitzhochwasser von 1756, Schlossanlage baugeschichtlich, regional- und personengeschichtlich, wissenschaftlich, landschaftsgestaltend und gartenkünstlerisch von Bedeutung. | 09304376 |
| Weitere Bilder                          | Schloss Weesenstein, Vorschloss und Schlossbrücke (Einzeldenkmale zu ID-Nr. 09304376)                                                                                     | Am Schloßberg 1 (Karte)       | bes. 16.–18. Jh.   | Einzeldenkmale der Sachgesamtheit Schloss und Schlosspark Weesenstein: Schloss (burgartiger Schlossbau – mehrflügelige Anlage mit Schlosskapellen), dazu Vorschloss (bestehend aus zwei Torhäusern und einem Wirtschaftsgebäude), Schlossbrücke sowie im Schlosspark die Parkmauer mit zwei Pforten (Haupteingang und Nebeneingang, beide im Osten) und Zufahrtstor (im Südwesten), Bassin, Grabmal, Bogenbrücke über die Müglitz, Gewächshaus, Figur einer Flora, Obelisk und Pavillon, weiterhin Bogenbrücke östlich des Haupteingangs über einen Bach von Burkhardswalde (Einzeldenkmale zu ID-Nr. 09304376) – burgartiger Schlossbau, Barockisierung von Teilen der Oberburg und des Niederschlosses 1719 bis 1747, Neuanlegung des Parks nach dem Müglitzhochwasser von 1756, Schlossanlage regional- und personengeschichtlich, wissenschaftlich, landschaftsgestaltend und gartenkünstlerisch von Bedeutung. | 09223120 |
| Weitere Bilder                          | Ehemaliges Schulgebäude | Schulstraße 18 (Karte)        | 4. Viertel 19. Jh. | schlichter Putzbau von klassizistischer Wirkung, ortsgeschichtlich von Bedeutung, zweigeschossiger Putzbau, mit Anbau, jetzt Gemeindeverwaltung. | 09223107 |

## Ausführliche Denkmaltexte
1. 1 2 3  Sachgesamtheit mit Hochbauten und Ingenieurbauten sowie den erhaltenen Zeugnissen der alten Schmalspurbahn in den Gemeinden Heidenau, Dohna (OT Dohna, Köttwitz), Müglitztal (OT Weesenstein, Burkhardtswalde, Mühlbach), Liebstadt (OT Großröhrsdorf), Glashütte (OT Bärenhecke, OT Cunnersdorf, Schlottwitz, Neudörfel, Rückenhain, Dittersdorf, Glashütte) und Altenberg (OT Bärenstein, Altenberg, Geising, Lauenstein) – singuläre Anlage von überregionaler geschichtlicher Bedeutung.
2. ↑  Sachgesamtheitsbestandteile der Sachgesamtheit Müglitztalbahn
  - Müglitztalbrücke bei km 7,617: Länge / Höhe / Breite 68,2 m / 3,4 m / –; max N / min R 3450 m / 274 m. Einfache Betonträgerbrücke auf drei länglichen Betonpfeilern.
  - Müglitzbrücke bei km 8,572: Länge / Höhe / Breite 30,0 m / 5,9 m / –; max N / min R 49 m / 225 m. Kurze, einfache Stahlträger-Brücke mit Betonwiderlagern.
  - Müglitzbrücke bei km 8,797: Länge / Höhe / Breite 21,6 m / 4,5 m / –; max N / min R 89 m / 225 m. Kurze, einfache Stahlträger-Brücke mit Betonwiderlagern.
  - Müglitzbrücke bei km 9,072: Länge / Höhe / Breite 14,0 m / 3,5 m / –; max N / min R 46 m / 0 m. Kurze, einfache Betonträger-Brücke. Bis zum Jahr 1982 waren die Schienenauflager als Modellvorhaben als Federtöpfe ausgebildet.
3. ↑  Schlosspark Weesenstein
  - Parkanlage: weiträumige Anlage aus drei Teilen, zweiteiliger architektonischer Teil/Schlossgarten im OT Weesenstein (Gemeinde Müglitztal): mit Parkmauer, Bassin, Grabmal, Bogenbrücke über die Müglitz, Gewächshaus, Figur einer Flora, Obelisk und Pavillon sowie Wegesystem, Alleen, Steinbank, Laubengang und Freitreppe zum Schloss, sowie der dritte, landschaftlicher Teil/Schlosspark am Hang: mit einem kleinen Teil im OT Burkhardswalde (Gemeinde Müglitztal) mit Bogenbrücke über einen Bach, mit dem größten Teil im OT Meusegast (Stadt Dohna) mit Wegesystem, drei Sandsteinbogenbrücken und Resten eines Belvedere.
  - Entstehung des Parks: der architektonische Teil ist in zwei Phasen entstanden: der größere Teil westlich der Müglitz um 1730, der schmale Teil östlich wohl im Zusammenhang mit Anlage des Gartensaales, der landschaftliche Teil wohl letztes Viertel 18. Jh.
4. ↑  Sachgesamtheitsbestandteil der Sachgesamtheit Müglitztalbahn (Lage in der Umgebung / städtebauliche Situation)

Der Bahnhof Burkhardswalde-Maxen liegt inmitten des langgestreckten Ortes recht singulär an der Müglitztalstraße. Nördlich des Bahnhofs, hinter einem Bahnübergang, befindet sich ein Hotelbau des 19. Jahrhunderts aus der Schmalspurzeit der Strecke. Das Empfangsgebäude befindet sich nicht typisch zwischen Gleisen und Müglitztalstraße, sondern hinter den Gleisanlagen. Beschreibung: Typus eineinhalbgeschossiges Empfangsgebäude mit Güterboden.

Äußeres: An das eineinhalbgeschossige Empfangsgebäude mit Warteraum und Diensträumen im Erdgeschoss und Beamtenwohnung im ausgebauten Dachgeschoss schloss sich direkt der Güterboden an, war jedoch in Gestaltung, Tiefe und Traufhöhe abgesetzt. Während der Empfangsteil ein Massivbau mit gelbem Kellenputz ist, war der auf einem Bruchsteinsockel gelegene Güterboden als vertikal verschalter Holzbau ausgeführt. Im schiefergedeckten Satteldach sitzt frontal eine Gaube mit 6, rückseitig 7 Fenstern. Frontal links liegt ein vorgezogener Fensterbereich mit Bruchsteinsockel, der der Einsichtnahme des Beamten auf den Bahnübergang diente. Der zweitürige Eingang zum Warteraum mit hölzernem Vordach liegt an der Nordseite.

Inneres: Im Warteraum befindet sich rechts vom Eingang eine lange Sitzbank, links ein grüner Kachelofen. Frontal liegen, grün umrahmt, Gepäckannahme und Fahrkartenausgabe, davor ein runder, hölzerner Ablagetisch. Die Wände sind weiß gestrichen, entlang der Decke verläuft ein grüner Streifen. Den Boden bedecken graue Kunststeinplatten.

Besonderheiten / Details: Am Nordgiebel findet sich ein Sgraffito, welches auf die Schlacht bei Maxen im Siebenjährigen Krieg hinweist. Mittig über einem Reiter und einem Fußsoldaten liegt das Schriftband „Anno 1759“, darunter waren ursprünglich Geschosse dargestellt. Die rückseitigen Türen sind aufgedoppelt mit diagonalen, mittig spitz zusammenlaufenden Profilbrettern, ebenso waren die Tore des Güterbodens. Die übrigen Sprossenfenster und -türen sind braun lackiert und weiß umrandet. Veränderungen/Zustand: Das Gebäude sowie seine Ausstattung sind in stark renovierungsbedürftigem Zustand. Der Güterboden wurde durch das Hochwasser 2002 zerstört, von weiteren Schäden am Restgebäude ist auszugehen.
5. ↑  Sachgesamtheit Bergbaumonumente Maxen
  - 1) Flurstück 469, Hauptabbau ca. 1720–1756, Material u. a. für Grünes Gewölbe, Hubertusburg, Dresdner Hofkirche, Bautzner Dom, Kalkabbau 1820–1886, Rumfordofen von 1856 (Westseite mit bezeichnet 1856), Kalk-Kammerofen (noch 3 von ca. 10 Kammern erhalten) um 1800: weiterer zeitgenössischer Kammerofen.
  - 2) Flurstücke 713, 716 u. 808/7, Göpelbruch, die Hohlräume je 8 m × 10 m × 3-4 m, Abbau um 1840, bezeichnet 1938 weist auf geplantes Lager zur Nazizeit hin, der Göpelbruch ist verewigt durch das Gemälde Landschaft bei Maxen (1838) von Ernst Ferdinand Oehme (1797–1855), 19. Jh.
  - 3) Winterleithen-Bruch („Alter Bruch“), Kalkbruch, ab ca. 1300, Bruch mit beeindruckenden Stützvorrichtungen (ca. 1840), u. a. „Triumphbogen von Maxen“.
  - 4) Flurstück 718, 1838.
  - 5) Wohlfarthscher Bruch (bei Maxener Straße 48), um 1840 bis 1876, drei Kavernen übereinander (8 m breit, 5–7 m lang).
  - 6) Mühlbacher Bruch, Mühlbach, hinter Maxener Straße 33, erfasst bereits durch „Geotop“, Literaturhinweis.
6. ↑  Sachgesamtheit Rittergut Maxen

Teile des Wirtschaftshofes des Rittergutes: im Westen großer Putzbau mit hohem Walmdach (Wohnhaus und Scheune, im Schlussstein bezeichnet), im Osten ein Stallgebäude (mit rundbogigen Öffnungen). Anmerkung: Die Gartenflächen in Maxen gliedern sich in drei Teilbereiche:
Teil 1: gebäudenaher Garten direkt um das Herrenhaus. – Teil 2: östlich des Herrenhauses liegender Gutspark im engeren Sinne, mit Küchengartenbereich und Orangerie, Fläche heute zum größten Teil überformt. – Teil 3: verschönerte Landschaft, östlich an das Gutsgelände angrenzend.
  - Beschreibung Teil 1 – gebäudenaher Bereich: westlicher Bereich in neuerer Zeit zu Wohnzwecken umgestaltet, östlicher Bereich wohl im Zuge des Altersheimbaus überformt, weitgehend original erhalten der nördliche Bereich. Bauliche Schutzgüter: Gebäude: Herrenhaus, Einfriedung: Bruchsteinmauer an der Ostseite, im Norden Zaunpfosten aus Sandstein mit Zaunfeldern aus Metall (neu). Erschließung: Zugänge: zweiflügeliges Tor (neu) im Norden, weiterer Zugang von Osten. Wegesystem: vorhanden, überformt. Gartenausstattung: Bänke aus Sandstein, Balustrade aus Sandstein. Wasserelemente: rundes Wasserbecken aus Sandstein nördlich des Herrenhauses, im östlichen Teil Teich (Neuanlage). Vegetation. Einzelbäume: zwei alte Berg-Ahorne (Acer pseudoplatanus) auf der Nordostseite des Herrenhauses, alte Linde (Tilia spec.) im östlichen Gartenteil.
  - Beschreibung Teil 2 – ehem. Gutspark mit Küchengartenbereich und Orangerie. Bauliche Schutzgüter. Gebäude: ehem. Orangerie (jetzt zum Wohnhaus umgebaut). Einfriedung: ehem. Küchengartenmauer im Westen und Osten, Bruchsteinmauerwerk, im Süden historischer Sandsteinpfosten mit Holzlattenzaun (neu). Erschließung: Zugänge: im Westen, zweiflügeliges Holztor, Wegesystem: Dammweg noch vorhanden. Wasserelemente: rechteckiges Schöpfbecken im ehem. Küchengarten.
  - Beschreibung Teil 3 – verschönerte Landschaft. Weitläufiges Promenadensystem mit verschiedenen Gartenstaffagen, davon noch vorhanden: Muschelhäuschen, Blaues Häusel, Hans-Christian-Andersen-Lärche, in Resten bzw. noch zu verorten: Eremitage bzw. Parisienne, Aussichtsturm auf Steinhübel, Friederikenhöhe (Felsenbastei mit Bänken), Rabenhorst ehemals mit Strohtempel. Mit Gehölzen bestandene Kuppen tragen alle Eigennamen, sind mit parktypischen Ziergehölzen bepflanzt und dienten früher als Aussichtspunkte. Bauliche Schutzgüter.

Erschließung: Wegesystem: vorhanden, zum Teil überwachsen, Gartenbauten: sog. Blaues Häusel (Objekt Nummer 09223212), Muschelhäuschen: rundbogige Bruchsteinnische, ca. 2 m Scheitelhöhe.

Vegetation: Alleen und Baumreihen: Kirschbaumallee zum Blauen Häusel, zum Teil lückig, Apfelbaumallee von der ehem. Orangerie abgehend, zum Teil lückig, Einzelbäume: Hans-Christian-Andersen-Lärche westlich des Blauen Häusels (nachgepflanzt), Esskastanie (Castanea sativa), gemischter Laub- und Nadelgehölzbestand mit Alteichen, Hecken und Sträucher: Goldregen (Laburnum anagyroides), Schneebeere (Symphoricarpos orbiculatus), Hundsrose (Rosa canina), Weißdorn (Crataegus spec.), Flieder (Syringa vulgaris).
Sonstige Schutzgüter: Blickbeziehung: in alle Richtungen, vor allem in die sächsische Schweiz.Denkmalwert: landschaftsgestaltend, wissenschaftlich, orts- und regionalgeschichtlich.
7. ↑  Pavillon: Errichtet für einen javanischen Gast des Rittergutes als Andachtsstätte: schöner Pavillon mit (falschem) Zeltdach, in den Ecken Dreiviertelsäulen, längsovale Fenster an den Seiten, auf dem Dach Kugel mit Mondsichel, Inschrift: „Ehre Gott und liebe die Menschen 1848“, auch in javanisch. – Seit 1997 ist der Bau wieder nach originalem Vorbild mit Kuppel versehen. Muschelhäuschen: rundbogige Bruchsteinnische, ca. 2 m Scheitelhöhe.
8. ↑  Evangelische Pfarrkirche. Saalkirche, eingezogener Chor mit 3/8-Schluss, Westturm. Der Chor (16. Jh.?) mit vielleicht romanischen Mauerteilen. Der Turm von 1625, das oberste Geschoß 1748 erneuert, mit Haube und Laterne. Der Saal ein Neubau von 1878, damals soll ein romanisches Portal als Baumaterial verwendet worden sein.
  - Kirche: Verputzter Bruchsteinbau, die Chorwölbung 18. oder 19. Jh., bedeutender Altar aus Sandstein, bezeichnet 1558, Schule Hans Walther I, eine Säulenädikula mit Relief des Gekreuzigten, im Hintergrund die alttestamentlichen Typen Opferung Isaaks und Eherne Schlange, im Vordergrund halten Putten Tafeln mit darauf bezogenen Text. – Kanzel aus Sandstein, von Caspar Klöpl aus Pirna, bezeichnet 1631, am von einer Mosesfigur getragenen Kanzelkorb Skulpturen der Evangelisten. (Dehio Sachsen I, 1996).
  - Kirchhof
    - Einfriedung: verputzte Bruchsteinmauer, zum Teil mit Wandgrabstellen, zum Teil als Stützmauer fungierend,
    - Erschließung: Zugänge: Hauptzugang von Norden, Torbogen mit zweiflügligem Ziergitter, zwei Zugänge von Nordosten, Zufahrtstor zweiflügeliges Ziergitter, Nebenpforte einflügeliges Ziergitter, ein Zugang von Südwesten, zweiflügeliges Ziergitter, Wegesystem: ablesbar,
    - Vegetation: Stiel-Eiche (Quercus robur), mit Gedenkstein als Luthereiche ausgewiesen in der Mitte des Kirchhofs, nördlich der Kirche, alte Linde (Tilia spec.) auf der anderen Seite der Kirchhofmauer an der Zufahrt zum Herrenhaus,
    - Sonstige Schutzgüter. Bodenrelief: Gelände leicht abfallend nach Norden, Höhensprung zum außerhalb des Kirchhofs verlaufenden Relief wird über Stützmauern ausgeglichen.
9. ↑  Bemerkenswertes Pfarrgut mit Haupt- und Nebengebäude, der Hauptbau mit sehr hohem und steilem Walmdach mit Fledermausgaupen, 1668 das Pfarrhaus oder das Nebengebäude?
Keller: Südwestteil des Hauses weitgehend unterkellert, neuere Flachdecken mit Stahlträgern, altes Türgewände (Außentür des Gebäudes vor 1668(?)). Nordostteil des Hauses durch anstehenden felsigen Kalkschiefer nur teilweise unterkellert: u. a. Tonne B: 3,40 m, L: 4,70 m, H: 2,2 m.

Erdgeschoss: Raumhöhen im älteren Nordostteil des Hauses 3,75 m, Eingangshalle mit kurzer Treppe in die Gemeinderäume, Sandsteintreppe mit Zwischenpodest in das Obergeschoss, Zugang in die Große Erdgeschossstube (bis 2001 unterteilt in Windfang und vier Räume!). Gemeinderäume in 2. Hälfte des 20. Jahrhunderts ausgebaut, kräftiger Durchlaufbalken parallel zum Haus. Große Erdgeschossstube mit jüngerer Stuckkante und ursprünglichen Konsolbögen in Korbbogenform über den Fenstern, u. a. gewölbte Wandnische links neben Tür zum Nebenraum, 2002 Freilegung von verschiedenen Wandmalereien.
Eckraum mit Kreuzgewölbe, daneben ehemalige Schwarzküche mit verrußtem Tonnengewölbe und 1893 vermauertem Rauchabzug. Waschküche ebenfalls mit Kreuzgewölben.

Obergeschoss: Geräumiger Oberflur. Südwestteil des Hauses: Kurzer Mittelgang und verschiedene Kammern, meistens jüngere geputzte Balkenwände, ein Raum mit ca. 55 cm breiten verleimten Kieferndielen(!). Nordostteil des Hauses: Nebenräume und Große Oberstube als räumlicher Höhepunkt des Gebäudes, um 1850 in der Art eines Salons malerisch ausgestaltet (Befunde, fertige Probeachse, S. 28), gemusterte Fußbodendielung und zwei zweiflüglige Türen mit Messingbeschlägen und -schlössern aus dieser Zeit. Dachböden und Dach: Drei Ebenen als Unter-, Mittel- und Oberboden, Sparren-Walmdach mit insgesamt elf Fledermausgaupen, Biberschwanz-Doppeldeckung aus der Zeit um 1970. M. Hammer.
10. ↑  Sachgesamtheitsbestandteil der Sachgesamtheit Müglitztalbahn (Lage in der Umgebung / städtebauliche Situation)

Von Burkhardswalde-Maxen verläuft die Strecke ebenerdig neben Müglitz und Müglitztalstraße, letzterer folgt sie ins Ortsinnere. Der Haltepunkt Mühlbach befindet sich in der Mitte der Ortschaft. Das kleine Empfangsgebäude fügt sich gut ein in die umgebende dörfliche Wohnbebauung. Beschreibung: Typus Empfangsgebäude mit Güterboden eingeschossig abgewandelt. Äußeres: An das Empfangsgebäude schließt sich direkt der Güterboden an. Die beiden Teile sind in ihrer Gestaltung, Tiefe und Traufhöhe voneinander abgesetzt. Das durchgehende Satteldach ist mit Biberschwanzziegeln gedeckt. Am Südende des Empfangsteiles, einem hellen Putzbau, kragt es aus und bildet eine auf insgesamt 6 Holzstützen ruhende Vorzone. Der hölzerne, vertikal verschalte Güterboden ruht auf einem Bruchsteinsockel. Gleis- und straßenseitig sitzt jeweils ein Ladetor. Inneres: keine Angaben, da privat.

Besonderheiten/Details: Über der Vorzone im Süden sitzt ein Uhrtürmchen als Dachreiter. Es ist holzverschalt und ziegelgedeckt. Die Ladetore sind aufgedoppelt mit diagonal angeordneten, profilierten Brettern, welche jeweils in der Mitte des Torflügels spitz zusammenlaufen. Veränderungen / Zustand: Das Gebäude wurde unlängst zu Wohnzwecken saniert, es scheint dabei jedoch relativ viel Substanz verloren gegangen zu sein. Der äußerliche Charakter des Baus blieb einigermaßen erhalten, da sich seine Anmutung bereits im ursprünglichen Zustand an den umliegenden kleinen Wohnhäusern orientiert hatte. Bei der notwendigen Anpassung der Innenräume an die neue Nutzung dürfte jedoch viel Substanz verloren gegangen sein. Der Güterboden wurde mit Fenstern versehen, straßenseitig blieb jedoch das Ladetor erhalten. Die gleisseitigen Fenster des Gebäudes wurden stark vergrößert, die dortige Tür zum Fenster umgeändert. Das Dachgeschoss wurde ausgebaut und erhielt beiderseits je eine lange Gaube sowie Fenster im Giebelbereich. Am Dachreiter wurden die Uhren entfernt. Der Kellenputz wich gelbem Glattputz. Einige der vergrößerten Fenster wurden auf Geheiß des Denkmalschutzes wieder etwas verkleinert. Abbruch Güterschuppen wegen Hochwasser 2002.
11. ↑  Sachgesamtheitsbestandteile der Sachgesamtheit Müglitztalbahn, OT Weesenstein
  - Müglitztalbrücke bei km 6,226: Länge / Höhe / Breite: 16,2 m / 6,0 m / –; max N / min R 150 m / 600 m. Kurze, einfache Betonträgerbrücke. Erbaut Mai 1937–November 1937.
  - Müglitztalbrücke bei km 6,332: Länge / Höhe / Breite: 13,2 m / 6,0 m / –; max N / min R 150 m / 0 m. Kurze, einfache Betonträgerbrücke, erbaut Mai 1937–November 1937.
12. ↑  Funktionstüchtige Getreidemühle mit Wasserrad, Typ Kleinmühle, schlichte zwei- bis dreigeschossige Putzbauten, zum Teil verändert. Das Mühlengebäude zeigt den üblichen Aufbau einer Getreidemühle mit Transmissionskeller, Walzenstuhlboden, Behälterboden, Rohrboden und Sichterboden sowie Absackerei im Nebentrakt. Die Technik hat sich vollständig und in sehr gutem Zustand erhalten. Im Transmissionskeller befindet sich ein Kammrad, ein Getriebeeingangsrad, ein Getriebe (erhöht Drehzahl von Wasserrad und Kammrad), ein Drehzahlregler, die Haupttransmission, ein Generator (läuft in der Regel nicht mit) und eine Mischmaschine. Auf dem Walzenstuhlboden stehen zwei Doppelwalzenstühle der Lohmener Firma Grosse von 1937, ein Walzenstuhl der Firma MIAG aus Braunschweig von 1937 und ein weiterer, älterer Walzenstuhl der Firma Grosse.

Auf dem für so genannte Rückschrittmühlen typischen Behälterboden finden sich diverse Behälter und eine Quetsche der Firma K. H. Kühne aus Dresden. Bei einer Rückschrittmühle wird das Mahlgut zeitweilig zwischen den Passagen aufbewahrt, da sie die notwendigen Passagen (12) nicht in einem Produktionsgang bewältigen können. So hat die Mühle in Weesenstein nur zwei Doppelwalzenstühle und zwei einfache Walzenstühle für insgesamt sechs Passagen. Der Rohrboden zeigt eine Schälmaschine mit Bürstenmaschine der Firma Grosse, wohl auch von 1937, eine Griesputzmaschine und ein Schneckentrieur, beide Firma NAGEMA und um 1955, einen Druckschlauchfilter für die Reinigung, einen Saugschlauchfilter für die Vermahlung und ein Gewirr von Elevatoren. Auf dem Sichterboden befindet sich ein Aspirateur mit Trieur (Reinigungsmaschinen) der Firma NAGEMA um 1955, ein Plansichter der Firma Grosse ("GEGROLO"=Gebrüder Grosse Lohmen) von 1937 und die Fahrstuhlwinde des Bremsfahrstuhls. Der Transport von Getreide und Mahlgut erfolgt ausschließlich oder weitestgehend durch Elevatoren, die sich über alle Böden erstrecken. Deren Köpfe befinden sich auf dem Sichterboden, deren Füße im Transmissionskeller. Die Mehlmischmaschine im Transmissonskeller geht über mehrere Etagen.
13. 1 2  Burgartiges Schloss auf unregelmäßigem Grundriss, in beherrschender Lage, angelegt auf mehreren Niveaus mit acht Geschossen (z. T. aus dem Felsen ausgehöhlt), erstmals urkundlich 1318 erwähnt, Vorschloss: um einen Vorhof gruppierte symmetrische Gebäudegruppe: zwei gegenüberliegende Torhäuser (mit je einer korbbogigen Tordurchfahrt), zwei kleine pavillonartige Putzbauten (der linke der sog. Kegelpavillon) und mittig gelegenes Wirtschaftsgebäude (Obergeschoss Fachwerk, mit drei großen Toren), dazu jüngeres Rückgebäude, ursprüngliches Interieur, Schlossbrücke: hohe Sandsteinbogenbrücke als Verbindung zwischen Vorschloss und Schloss, hufeisenförmiger Bogen, im Schlussstein bezeichnet 1781, mit Balustrade, Schlosskapelle. Belevedere, ehemaliger Zentralbau mit zwei halbrunden und zwei polygonalen Konchen, mit hohem Dachreiter, Pavillon im architektonischen Teil: quadratischer Putzbau mit vier hohen Rundbogentüren und Ecklisenen.
14. ↑  Sachgesamtheit Schloss und Schlosspark Weesenstein

Schlossgarten und Schlosspark:
Anmerkung: Die Gartenanlagen in Weesenstein lassen sich in drei Teile gliedern:
Teil 1: Regelmäßiger Gartenteil mit Pavillon im OT Weesenstein (Gemeinde Müglitztal)
Teil 2: Regelmäßiger Gartenteil mit dem Schloss über Freitreppe verbunden im OT Weesenstein (Gemeinde Müglitztal)
Teil 3: Landschaftlicher Gartenteil mit ehem. Belvedere mit einem kleinen Teil im OT Burkhardswalde (Gemeinde Müglitztal), mit dem größten Teil im OT Meusegast (Stadt Dohna)
  - Teil 1: Regelmäßiger Gartenteil mit Pavillon – bauliche Schutzgüter.

Gebäude: Schloss Weesenstein Einfriedung: Bruchsteinmauer im Westen und Süden, Erschließung: Zugänge: im Osten über Sandsteinbogenbrücke aus Teil 2, im Südwesten über zweiflügeliges Holztor, Wegesystem: vorhanden, regelmäßig, wassergebundene Wegedecke, Gartenausstattung: Skulptur „Flora“, Obelisk „Der Landwirtsch. Kreisverein im Erzgebirge den 21. November 1872“ aufgestellt in Zusammenhang mit der goldenen Hochzeit von König Johann von Sachsen, Epitaph für Friedrich August Ernst von Sachsen (1831–1847), das vierte Kind König Johanns, Gartenbauten: Pavillon, daran anschließend Metallkonstruktion des Laubgangs, Wasserelemente: im Süden, Osten, Norden von Müglitz umflossen.
Vegetation: Alleen und Baumreihen: gegenständige Allee aus bienenkorbförmig geschnittenem Wacholder (Juniperus spec.) in der Mittelachse zwischen Pavillon und Flora, Lindenalleen und -reihen (Tilia spec., nachgepflanzt nach der Flut 2002 im Sinne einer Restaurierung) gegenständig. Einzelbäume: Boskettbereich im nördlichen Teil, v. a. Linden (Tilia spec.) und Hainbuchen (Carpinus betulus) (Nachpflanzungen anderer Baumarten nicht historisch), Hecken und Sträucher: zum Laubengang geschnittene Hainbuchen (Carpinus betulus) an den Pavillon grenzend. Sonstige Schutzgüter: Blickbeziehung: zum Schloss Weesenstein sowie innerhalb der Gartenanlage.
  - Teil 2: Regelmäßiger Gartenteil mit dem Schloss über Freitreppe verbunden – bauliche Schutzgüter.

Gebäude: Schloss Weesenstein, Glashaus, Gärtnereigebäude. Einfriedung: Bruchsteinmauer im Osten und Südosten. Erschließung: Zugänge: von Norden vom Schloss über eine Freitreppe aus dem Gartensaal, von Westen über Sandsteinbogenbrücke aus Teil 1, zwei Zugänge von Osten. Wegesystem: vorhanden, regelmäßig, wassergebundene Wegedecke. Gartenausstattung: zwei Rundbeete mit Sandsteineinfassung, Bank aus Sandstein auf erhöhtem Podest mit Treppe in der Mittelachse des Gartens. Wasserelemente: rundes Wasserbecken aus Sandstein mit Fontäne.
Vegetation: Alleen und Baumreihen: je eine Reihe aus bienenkorbförmig geschnittenem Wacholder (Juniperus spec.) vor dem Gartensaal und im Mittelteil des Gartens, Einzelbäume: großes Exemplar eines Lebensbaumes (Thuja spec.). Hecken und Sträucher: als Halbkugeln geschnittene Deutzien (Deutzia gracilis), Buchshecken (Buxus sempervirens) als Einfassung der Rondelle, Rosenhochstämme (Rosa in Sorten) und Buchskugeln im mittleren Gartenteil, im südlichen Gartenteil Azaleen (Rhododendron luteum) und Kolwitzien (Kolkwitzia amabilis) symmetrisch in den Rasenspiegeln, entlang der Mauer Zierstrauchpflanzung v. a. aus Rhododendren. Sonstige Schutzgüter: Blickbeziehung: zum Schloss Weesenstein sowie innerhalb der Gartenanlage.
  - Teil 3: Landschaftlicher Gartenteil mit ehem. Belvedere – bauliche Schutzgüter.

Wegesystem: ablesbar, unterhalb des Belvedere in Serpentinen geführt. Gartenbauten: Fundament und Mauerreste des Belvedere, drei Sandsteinbogenbrücken im Bereich des Serpentinenwegs, Rundplatz östlich des Belvedere mit zwei konzentrischen, bogenförmigen Natursteinmauern als Stützmauern, bepflanzt mit Bauernjasmin (Philadelphus coronarius) und zwei Linden (Tilia spec.). Vegetation: Einzelbäume: v. a. Laubbaumbestand, beherrschend sind Linde (Tilia spec.), Hainbuche (Carpinus betulus), Stieleiche (Quercus robur), Hecken und Sträucher: flächige Pflanzungen von Schneebeere (Symphoricarpos orbiculatus), an einzelnen Stellen Bauernjasmin (Philadelphus coronarius), Stauden: Schattenblume (Maianthemum bifolium), Maiglöckchen (Convallaria majalis), Salomonsiegel (Polygonatum odoratum), Buschwindröschen (Anemone nemorosa), Jelängerjelieber (Lonicera spec.), großes Immergrün (Vinca major), verschiedene Farne. Sonstige Schutzgüter: Bodenrelief: stark hängiges Gelände von Ost nach West abfallend, Blickbeziehung: am Belvedere verwachsen, ehem. auf das Schloss Weesenstein.
15. ↑  Schloss Weesenstein.

Der auf einem Felssporn im engen Müglitztal nahe dem „böhmischen Weg“ gelegene vielteilige Komplex aus Oberburg, Niederschloss, Wirtschaftshof und Park ist durch die Lage, durch die doch einheitliche, kompakt wirkende Erscheinung und durch die Größe überraschend. Eigentümlich die Nutzung des natürlichen Felsens bei der schrittweisen Errichtung des Ganzen.

Baugeschichte: Die Burg wohl im 13. Jh. gegründet und 1318 erstmals urkundlich als Besitz der Burggrafen von Dohna erwähnt. 1402 in der dohnaischen Fehde von Markgraf Wilhelm I. von Meißen erobert, 1406 an Günter d. Ä. von Bünau verliehen. Im Besitz der Familie von Bünau bis 1772, bis 1830 in dem der Familie von Uckermann, bis 1918 Eigentum des Hauses Wettin. Seit 1992 Sächsische Schlösserverwaltung. Kern der Anlage ist der Rundturm der Oberburg, dessen Untergeschoß vielleicht noch aus dem 13. Jh. herrührt, fraglich, ob auch Teile des dorfseitigen Flügels (Turmhaus als Kemenate?) und der Palas im Norden in die frühe Zeit zurückreichen. Ausbau zur Wohnung im 15. Jh. durch Anlage des halbrund vortretenden Saalbaus dieses Flügels, der ältere Teile zusammenbindet. Eine (erste?) Burgkapelle 1504 konsekriert. 1510 Erwähnung einer Brauerei auf der Burg. Umgestaltung der Wohnburg im Lauf des 16. Jh., aus dieser Zeit vielleicht auch die Trakte am Brauhof. Das zweiflüglige Niederschloss nach Mitte 16. Jh., wohl durch Anbau an ein älteres Torhaus. Der obere Teil des Rundturms samt Helm nach 1706. Barockisierung von Teilen der Oberburg und des Niederschlosses 1719–1747, Angleichung der Traufhöhen der Trakte der Oberburg an die der Burgkapelle (1738–1741) durch Mezzaningeschoss, Vereinheitlichung der Fensterzonen nach Möglichkeit, gemalte Gliederung aller Fassaden. Neuanlage des Parks nach dem Müglitz-Hochwasser von 1756. Der Parkflügel und die anschließende Orangerie um 1780, letztere 1951 niedergelegt. Restaurierungsarbeiten seit 1958.

Beschreibung: Oberburg. Um einen kleinen Hof (2. Burghof) nahe dem Scheitel des Felssporns liegt im Osten der Rundturm mit dem anschließenden spätmittelalterlichen Saalflügel, im Süden die Burgkapelle, im Westen der an den Palas anschließende rückwärtige Querbau. Ein steiler Zuweg zum Hof führt an der Südseite durch einen kleinen Torbau und von Schwibbogen überfangen entlang des ehem. Wehrgangs zum rückwärtigen Querbau, dort über innere Treppen und einen Wendelstein zum Gang vor der Burgkapelle. – Dem Saalflügel ist eine zweiläufige Treppe vorgelegt (der Treppenlauf 18. Jh.), der vom Hof des Niederschlosses ausgeht und die östlich gelegenen Räume der Oberburg mit ihren unterschiedlichen Fußbodenhöhen erschließt. – Im Westen der Oberburg liegt, über eine gewölbte Zufahrt durch den Querbau zu erreichen, ein tiefer gelegener Binnenhof, der Brauhof (3. Burghof), der zweigeschossige, unterkellerte Nordostflügel von dessen Umbauung spätmittelalterlich, mit Zwillingsfenstern, die beiden anderen Flügel durch die Nutzung als Brauerei verändert.

Beim Saalflügel ist der Felssporn für die spätmittelalterlichen tonnengewölbten Kellerräume und für das Untergeschoß mit dem halbrunden späteren Gerichtssaal genutzt, in diesen Räumen mehrere Türgewände mit Schulterbogen. Nach Westen Lagerräume für die Brauerei, 16. Jh. bergmännisch angelegt. Im ersten Obergeschoß der Steinerne Saal („Rittersaal“), um 1575, mit Fenstersäulen und tiefen Fensternischen. In der gleichfalls tiefen Türnische dekorative Malereien, Wappen und springende Hirsche, um 1610 (freigelegt 1985). Das Stuckgesims unter der Decke von einem Höherlegen derselben, 18. Jh. Im zweiten der nach Norden folgenden Räume Rest einer spätmittelalterlichen Rankenmalerei als Rahmung. Im obersten Geschoß im Nordteil des Saalflügels der sog. Mönchsboden, wohl Festsaal, mit Malereien an den ehem. Fensterpfeilern, datiert 1544: Hieronymus mit dem Löwen, Herzog Georg von Sachsen, Kurfürst Moritz, Heinrich II. von Bünau (1727–1798) erhält von seinem Vater Rudolf II. von Bünau (1669–1727) Weesenstein übergeben, Herzog Heinrich der Fromme von Sachsen, schließlich ein Bischof.

Die Burgkapelle erbaut 1738–1741 von dem Bähr-Schüler Johann George Schmidt (1707–1774), vielleicht unter Übernahme alten Mauerwerks (an der Außenseite zwei niedrige Strebepfeiler), am hofseitigen Portal bezeichnet 1738, große Rundbogenfenster. Über schmal rechteckigem Grundriss ist durch Einstellen von sechs schlanken Holzpfeilern ein eindrucksvoller längsovaler hoher Raum geschaffen, das Oval bezeichnet durch Balustraden und die schwingenden Emporen in den schmalen Abseiten. Leicht kuppelige hölzerne Decke über hoher Kehle. An der Ausführung sind die Bildhauer Johann Balthasar Saltzmann und Carl Friedrich Kirchner beteiligt. Von ersterem die Engelköpfe an den Kapitellen der Pfeiler und die Figuren musizierender Engel am Orgelprospekt. Der Ädikula-Kanzelaltar mit zwei Säulenpaaren und gebrochenem, geschweiftem Giebel von den Tischlern Samuel Hirschel, Johann Andreas Beßar und Johann Friedrich Mohsam (rückseitig an der Glorie bezeichnet). Die Skulpturen Petrus und Paulus werden gelegentlich Johann Benjamin Thomae zugeschrieben, im Auszug Darstellung der Dreifaltigkeit, seitlich Figuren von Engeln, und ebensolche über der wohlgestalteten Herrschaftsloge. Das Deckengemälde (nach 1752) ist eine Wiederholung des Altarblatts mit Christi Himmelfahrt in der katholischen Hofkirche Dresden von Anton Raphael Mengs (1728–1779). – In der südlichen Abseite großes spätgotisches Kruzifix. – In der Herrschaftsstube Gemälde mit Darstellung des Jüngsten Gerichts, um 1630 mit späteren Abänderungen, auf der Seite der Verdammten bewegt sich ein Wagen mit den Führern der katholischen Liga zur Hölle, auf der Seite der Seligen u. a. das Porträt Luthers. Niederschloss (Unterschloss). Zwischen Oberburg und Mühlgraben im Südwesten an der Stelle des ehem. Zwingers über Kellerräumen zweigeschossig angelegtes zweiflügeliges Wohnschloss. Mitteltrakt ist der Torbau mit dem 1575 bezeichnet weiten rundbogigen Eingangsportal in Ädikularahmung mit kannelierten Pilastern, Sitzsteinen und Wappen. Die Durchfahrt mit Tonnengewölbe, im rückwärtigen, am Torbogen 1721 bezeichnet, damals angefügten oder umgebauten Teil mit Kreuzgratgewölben. Das Portal zum auch in den Park hinunterführenden Treppenhaus im Gartenflügel bezeichnet 1720.

Die repräsentativen Wohnräume im Obergeschoß, um 1720/21, z. T. mit schönen Kaminen und Keramiköfen. Im Torbau das hofseitig gelegene Vestibül („Salettchen“) mit tief herabgeführten Rundbogenfenstern. Die Malereien von Carl Gottlieb Rolle, 1856: an der Decke Allegorien der „Poetica“ und „Justitia“, in den Lünetten und in der mit Stuck um 1720 gezierten Kehlung Dekoratives. Der Kamin aus rotem Maxener Marmor, um 1720. – Im sog. Ledertapetensaal die höchst bedeutende „Mechelner Ledertapete“, um 1710. Die Kehlung der Decke stuckiert, in Medaillons die vier Jahreszeiten. In den Fensterlaibungen Reste einer Ausmalung aus der Spätrenaissance, mit Cäsarenköpfen. Zweifarbiger Marmorkamin. Als Supraporten Gemälde der vier Elemente, Wasser (Narziss, sich im Teich bespiegelnd), Feuer (Apollo als Sonnengott), Luft (Dädalus und Ikarus, Boreas raubt Oreithyia), Erde (Orpheus unter den Tieren). – Bedeutend in den übrigen Räumen vor allem die Tapeten: Amor und Psyche, von der Pariser Manufaktur Dufour & Leroy, in Grau gedruckt, 1816, chinesische Landschaften, von Dufour & Leroy, gedruckt in Sepiabraun, um 1825, Kampf um Griechenlands Befreiung, von Jean Zuber in Rixheim, 1827/28 (aus Schloss Niederruppersdorf, Landkreis Görlitz), mexikanische Landschaften, ebenfalls von J. Zuber, rote Velourstapete, Mitte 19. Jh. Besonders kostbar die Blütenzweigtapete mit Vögeln, eine chinesische Reispapiertapete, um 1800 in London erworben. Der südliche Gartenflügel innen im 19. Jh. umgebaut, das am Nordende gelegene Theater beseitigt.

Parkflügel. Der zweigeschossige klassizistische Bau, um 1780, ist dem Gartenflügel des Niederschlosses auf Parkniveau vorgelegt und von ersterem über eine Treppe erreichbar. Hauptgeschoß ist die obere Etage, mit Stichbogenfenstern, über eine leicht schräg angelegte Freitreppe mit steinerner Balusterbrüstung mit dem Park verbunden. Eine mit Vasen besetzte Balustrade ziert die Dachterrasse. – Das Innere mit qualitätvollem Stuck. Seit 1996 Restaurierung. (Dehio Sachsen I, 1996).

Einzeldenkmale im Schlosspark: im zweiteiligen architektonischen Teil / Schlossgarten: Sandsteinbogenbrücke über die Müglitz, Figur einer Flora und Pavillon: quadratischer Putzbau mit vier hohen Rundbogentüren und Ecklisenen, siehe auch Silke Epple: Beschreibung des Gartendenkmals (Sachgesamtheitsdokument ID-Nr. 09304376).